# Isländischer Fußballpokal der Männer 1978
Der isländische Fußballpokal 1978 war die 19. Austragung des isländischen Pokalwettbewerbs der Männer. Pokalsieger wurde ÍA Akranes. Das Team setzte sich im Finale am 27. August 1978 im Laugardalsvöllur von Reykjavík gegen Titelverteidiger Valur Reykjavík durch. Für das Team aus Akranes war es nach acht Finalniederlagen der erste Pokalsieg.

## Modus
Die Begegnungen wurden in einem Spiel ausgetragen. Bei unentschiedenem Ausgang wurde das Spiel auf des Gegners Platz wiederholt. In den ersten drei Runden nahmen Vereine ab der zweiten Liga abwärts teil. Die Mannschaften aus der ersten Liga starteten im Achtelfinale.

## 1. Runde
| Datum      |                         | Ergebnis |                     |
| ---------- | ----------------------- | -------- | ------------------- |
| 30.05.1978 | Leiknir Reykjavík       | 2:5      | Óðinn Reykjavík     |
| 31.05.1978 | Leiknir Fáskrúðsfjörður | 2:0      | Hrafnkell Freysgoði |
| 31.05.1978 | Hekla Hella             | 6:2      | þór þorlákshöfn     |
| 31.05.1978 | UMF Selfoss             | 3:0      | IK Kópavogur        |
| 31.05.1978 | UMF Stjarnan            | 0:4      | UMF Njarðvík        |
| 31.05.1978 | Höttur Egilsstaðir      | 0:5      | UMF Einherji        |
| 31.05.1978 | Víðir Garði             | 1:4      | Fylkir Reykjavík    |
| 31.05.1978 | Huginn Seyðisfjörður    | 3:4      | Austri Eskifjörður  |
| 31.05.1978 | UMF Grindavík           | 1:0      | UMF Afturelding     |

## 2. Runde
| Datum      |                      | Ergebnis |                         |
| ---------- | -------------------- | -------- | ----------------------- |
| 13.06.1978 | Ármann Reykjavík     | 4:2      | UMF Selfoss             |
| 13.06.1978 | Völsungur Húsavík    | 1:2      | KS Siglufjarðar         |
| 13.06.1978 | þór Akureyri         | 3:2      | HSþ Mývatnssveit        |
| 13.06.1978 | þróttur Norðfjörður  | 5:7      | Austri Eskifjörður      |
| 13.06.1978 | KR Reykjavík         | 3:1      | Haukar Hafnarfjörður    |
| 13.06.1978 | Hekla Hella          | 1:6      | Fylkir Reykjavík        |
| 13.06.1978 | UMF Víkingur         | 4:1      | UMF Njarðvík            |
| 14.06.1978 | Leiftur Ólafsfjörður | 3:1      | Arroðinn Akureyri       |
| 14.06.1978 | Magni Grenivík       | 3:6      | UMF Tindastóll          |
| 14.06.1978 | ÍB Ísafjörður        | 5:1      | UMF Bolungarvík         |
| 14.06.1978 | UMF Einherji         | 3:1      | Leiknir Fáskrúðsfjörður |
| 14.06.1978 | Óðinn Reykjavík      | 1:3      | UMF Grindavík           |

## 3. Runde
| Datum      |                  | Ergebnis |                      |
| ---------- | ---------------- | -------- | -------------------- |
| 20.06.1978 | Ármann Reykjavík | 0:4      | UMF Víkingur         |
| 20.06.1978 | UMF Einherji     | 3:1      | Austri Eskifjörður   |
| 20.06.1978 | þór Akureyri     | 4:1      | Leiftur Ólafsfjörður |
| 20.06.1978 | Fylkir Reykjavík | 2:1      | ÍB Ísafjörður        |
| 20.06.1978 | KR Reykjavík     | 3:1      | UMF Grindavík        |
| 20.06.1978 | KS Siglufjarðar  | 2:0      | UMF Tindastóll       |

## Achtelfinale
Teilnehmer: Die sechs Sieger der 3. Runde und die zehn Teams der 1. deild 1978.
| Datum      |                      | Ergebnis |                   |
| ---------- | -------------------- | -------- | ----------------- |
| 04.07.1978 | ÍA Akranes           | 3:2      | KA Akureyri       |
| 04.07.1978 | þór Akureyri         | 1:4      | ÍBV Vestmannaeyja |
| 04.07.1978 | Breiðablik Kópavogur | 2:1      | Fylkir Reykjavík  |
| 04.07.1978 | Víkingur Reykjavík   | 0:1      | KR Reykjavík      |
| 04.07.1978 | þróttur Reykjavík    | 4:3      | ÍB Keflavík       |
| 04.07.1978 | UMF Einherji         | 3:1      | UMF Víkingur      |
| 06.07.1978 | KS Siglufjarðar      | 0:2      | Valur Reykjavík   |
| 12.07.1978 | FH Hafnarfjörður     | 0:0      | Fram Reykjavík    |

## Wiederholungsspiel
| Datum      |                  | Ergebnis |                |
| ---------- | ---------------- | -------- | -------------- |
| 27.07.1978 | FH Hafnarfjörður | 1:0      | Fram Reykjavík |

## Viertelfinale
| Datum      |                      | Ergebnis |                   |
| ---------- | -------------------- | -------- | ----------------- |
| 19.07.1978 | UMF Einherji         | 1:6      | ÍA Akranes        |
| 19.07.1978 | Breiðablik Kópavogur | 2:0      | Fram Reykjavík    |
| 19.07.1978 | KR Reykjavík         | 2:3      | þróttur Reykjavík |
| 19.07.1978 | ÍBV Vestmannaeyja    | 0:2      | Valur Reykjavík   |

## Halbfinale
| Datum      |                      | Ergebnis |                 |
| ---------- | -------------------- | -------- | --------------- |
| 08.08.1978 | þróttur Reykjavík    | 0:1      | Valur Reykjavík |
| 09.08.1978 | Breiðablik Kópavogur | 0:1      | ÍA Akranes      |

## Finale
| Paarung  | ÍA Akranes – Valur Reykjavík |
| Ergebnis | 1:0                          |
| Datum    | 27. August 1978              |
| Stadion  | Laugardalsvöllur, Reykjavík  |
| Tore     | 1:0 Pétur Pétursson          |